# جان موگابی
جان موگابی (انگلیسی: John Mugabi؛ زادهٔ ۴ مارس ۱۹۶۰) بوکسور اهل اوگاندا بود.